# 教育大前站
教育大前站（日语：／ Kyōikudai-mae eki */?）是位於福岡縣宗像市赤間，屬於九州旅客鐵道（JR九州）的鹿兒島本線車站。車站編號為JA15。

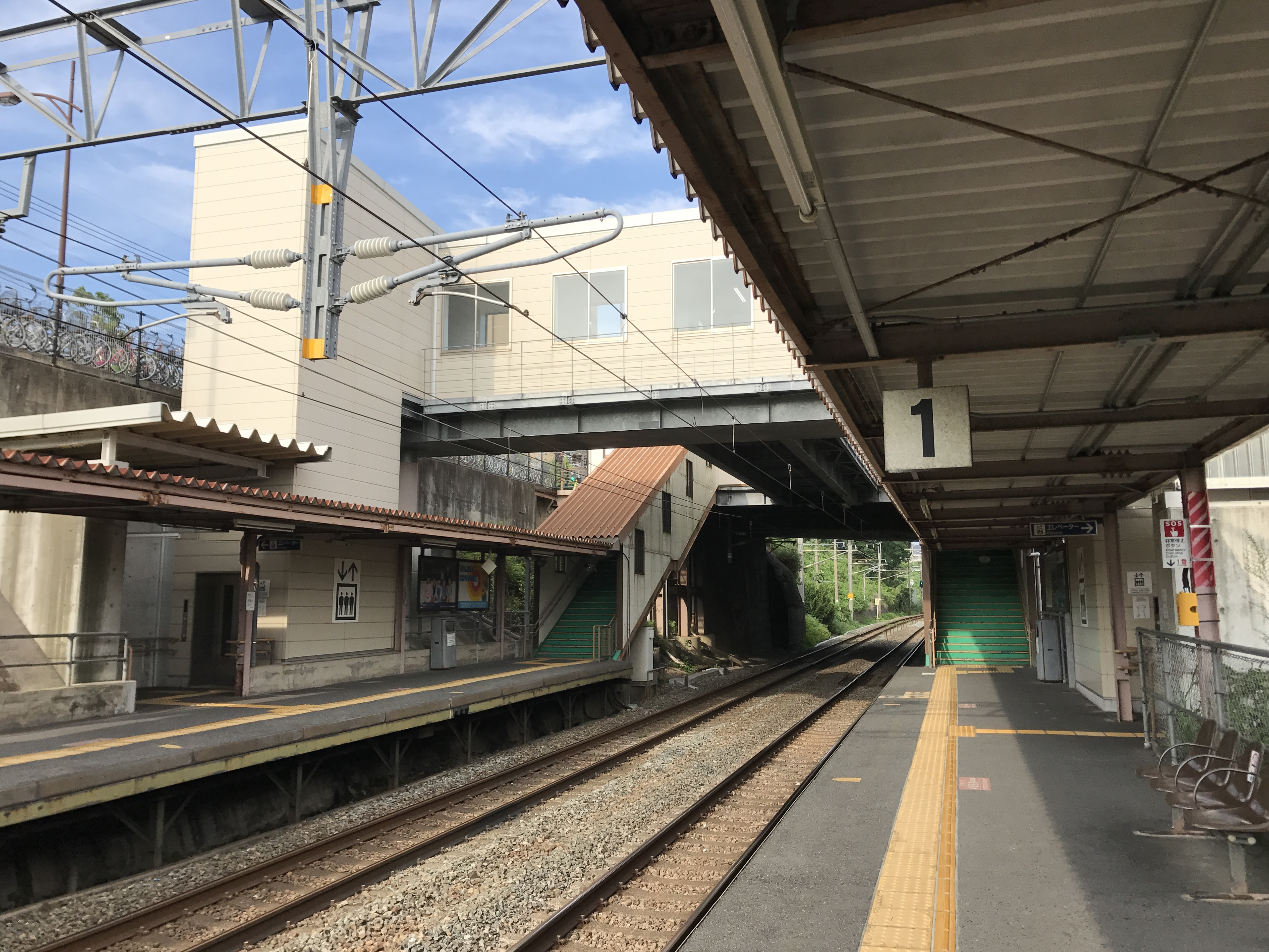
月台(2017年7月)

## 歷史
- 1988年3月13日：車站啟用[2]。
- 2009年3月1日：此站可以使用IC卡「SUGOCA」[4]。
- 2022年3月11日：停用綠色窗口，改為使用指定席劵發售機[5]。

## 車站構造
本站是地面車站，設有2面2線的相對式月台和跨站式站房。車站出口位於行車行人天橋上。此站是由JR九州服務支援管理的業務委託車站，站內設有自動閘機，但為節省人手，於2022年3月12日起取消綠色窗口。本站可以使用「SUGOCA」IC卡。

### 月台
| 月台 | 路線       | 上下行 | 方向             |
| ---- | ---------- | ------ | ---------------- |
| 1    | 鹿兒島本線 | 下行   | 博多、久留米方向 |
| 2    | 鹿兒島本線 | 上行   | 小倉、下關方向   |

## 使用狀況
此站附近較多巴士路線行走，而下一站赤間站為快速停車站，因此在此站附近地區的市民多會使用赤間站，吸引乘客使用此站的能力有限，服務此站的客源的範圍為「站勢圈」。
在2018年（平成30年）度，1日平均乘車人次為2,425人。
| 年度   | 1日平均 上下車人次 | 1日平均 乘車人次 | 定期票以外的 上下車人次 | 定期票 上下車人次 |
| ------ | ------------------ | ---------------- | ----------------------- | ----------------- |
| 2009年 | 4,435              |                  | 3,170                   | 1,265             |
| 2010年 | 4,497              |                  | 3,197                   | 1,300             |
| 2011年 | 4,618              |                  | 3,286                   | 1,332             |
| 2012年 | 4,657              |                  | 3,275                   | 1,382             |
| 2013年 | 4,758              |                  | 3,359                   | 1,399             |
| 2014年 | 4,677              |                  | 3,224                   | 1,453             |
| 2015年 | 4,857              |                  | 3,308                   | 1,549             |
| 2016年 | 4,851              | 2,420            | 3,320                   | 1,531             |
| 2017年 |                    | 2,426            |                         |                   |
| 2018年 |                    | 2,425            |                         |                   |
| 2019年 | -                  | 2,327            | -                       | -                 |
| 2020年 | -                  | 1,625            | -                       | -                 |
| 2021年 | -                  | 1,916            | -                       | -                 |

## 相鄰車站
九州旅客鐵道
鹿兒島本線
■快速、■區間快速
通過
■區間快速（部分列車）、■普通
海老津（JA16）－教育大前（JA15）－赤間（JA14）

## 外部連結
- JR九州教育大學前 （页面存档备份，存于）